# Сан Прокопио
Сан Проко̀пио (на италиански: San Procopio) е село и община в Южна Италия, провинция Реджо Калабрия, регион Калабрия. Разположено е на 352 m надморска височина. Населението на общината е 557 души (към 2012 г.).